# 哈里奧特冰川
哈里奧特冰川（英語：Hariot Glacier），是南極洲的冰川，位於葛拉漢地的法利埃海岸，流經摩根高地南部，最終注入沃迪冰架北部，現時由南極條約體系管理。